# Para dvojno izginjajoč rombiikozidodekaeder
| Para dvojno izginjajoč rombiikozidodekaeder | Para dvojno izginjajoč rombiikozidodekaeder                 |
| ------------------------------------------- | ----------------------------------------------------------- |
|                                             |                                                             |
| Vrsta                                       | Johnsonovo telo J79-J80-J81                                 |
| Stranske ploskve                            | 10 trikotnikov 2x10 kvadratov 10 petkotnikov 2 desetkotnika |
| Oglišča                                     | 50                                                          |
| Robovi                                      | 90                                                          |
| Konfiguracija oglišča                       | 20(4.5.10) 10+20(3.4.5.4)                                   |
| Grupa simetrije                             | D5d                                                         |
| Dualni polieder                             | -                                                           |
| Lastnosti                                   | konveksen                                                   |
| mreža telesa                                |                                                             |

Para dvojno izginjajoč rombiikozidodekaeder je eno izmed Johnsonovih teles (J80). Dobimo ga iz rombiikozidodekaedra tako, da odstranimo dve nasprotni petstrani kupoli. Podobna Johnsonova telesa so izginjajoči rombiikozidodekaeder (J76), kjer je odstranjena samo ena kupola. Drugo podobno telo pa je meta dvojno izginjajoči rombikozidodekaeder (J81), ki ima dve nenasprotni kupoli odstranjeni. Naslednje telo je trojno izginjajoč rombiikozidodekaeder (J83), kjer pa so odstranjene tri kupole.